# Najzabawniejsze zwierzęta świata
Najzabawniejsze zwierzęta świata (The Planet’s Funniest Animals) jest to cykliczny rozrywkowo-dokumentalny program telewizyjny nadawany przez stację telewizyjną Animal Planet.
W programie przedstawiane są nagrania wideo zabawnych scen z udziałem zwierząt. Początkowo prowadził go Matt Galant, a następnie zastąpił go Keegan Michael Key.
Istniała również polska wersja programu od marca 2001 do lipca 2003, nadawana w telewizji Polsat i Polsat 2. Program produkowała firma V70. Prowadzącymi byli na zmianę: Piotr Zelt i Elżbieta Zającówna.